# Långtjärnen (Orsa socken, Dalarna, 680494-144387)
Långtjärnen är en sjö i Orsa kommun i Dalarna och ingår i Dalälvens huvudavrinningsområde. Sjön har en area på 0,0602 kvadratkilometer och ligger 516,2 meter över havet.

## Delavrinningsområde
Långtjärnen ingår i det delavrinningsområde (680504-144330) som SMHI kallar för Mynnar i Ämån. Medelhöjden är 510 meter över havet och ytan är 5,47 kvadratkilometer. Räknas de 2 avrinningsområdena uppströms in blir den ackumulerade arean 21,68 kvadratkilometer. Svartvasseln som avvattnar avrinningsområdet har biflödesordning 4, vilket innebär att vattnet flödar genom totalt 4 vattendrag innan det når havet efter 365 kilometer. Avrinningsområdet består mestadels av skog (55 procent) och sankmarker (35 procent). Avrinningsområdet har 0,06 kvadratkilometer vattenytor vilket ger det en sjöprocent på 1,1 procent.